# Lista de presidentes da Romênia
Esta é uma lista de Presidentes da Romênia desde 1974, quando o cargo foi estabelecido. Para uma lista de todos os chefes de Estado da Romênia, consulte Lista de chefes de Estado da Romênia.
| Nº  | Presidente | Presidente                        | Mandato                 | Mandato                 | Partido                  |
| --- | ---------- | --------------------------------- | ----------------------- | ----------------------- | ------------------------ |
| 1°  |            | Nicolae Ceaușescu (1918 - 1989)   | 28 de março de 1974     | 22 de dezembro de 1989  | Partido Comunista Romeno |
| 2°  |            | Ion Iliescu (1930 - 2025)         | 22 de dezembro de 1989  | 29 de novembro de 1996  | Partido Social-Democrata |
| 3°  |            | Emil Constantinescu (1939 - )     | 29 de novembro de 1996  | 20 de dezembro de 2000  | Independente             |
| 4°  |            | Ion Iliescu (1930 - 2025)         | 20 de dezembro de 2000  | 20 de dezembro de 2004  | Partido Social-Democrata |
| 5°  |            | Traian Băsescu (1951 - )          | 20 de dezembro de 2004  | 20 de abril de 2007     | Independente             |
| 6°  |            | Nicolae Văcăroiu (1943 - )        | 20 de abril de 2007     | 23 de maio de 2007      | Partido Social-Democrata |
| 7°  |            | Traian Băsescu (1951 - )          | 23 de maio de 2007      | 10 de julho de 2012     | Independente             |
| 8°  |            | Crin Antonescu (1959 - )          | 10 de julho de 2012     | 27 de agosto de 2012    | Partido Nacional Liberal |
| 9°  |            | Traian Băsescu (1951 - )          | 27 de agosto de 2012    | 21 de dezembro de 2014  | Independente             |
| 10° |            | Klaus Iohannis (1959 - )          | 21 de dezembro de 2014  | 12 de fevereiro de 2025 | Independente             |
| 11° |            | Ilie Bolojan (1969 - ) (interino) | 12 de fevereiro de 2025 | 26 de maio de 2025      | Nacional Liberal         |
| 12° |            | Nicușor Dan (1969 - )             | 26 de maio de 2025      | Incumbente              | Independente             |